# Улица Руслана Салатова (Владикавказ)
Улица Руслана Салатова — улица во Владикавказе, Северная Осетия, Россия. Улица располагается в Иристонском муниципальном округе Владикавказа между улицами Пушкинской и Братьев Габайраевых. Начинается от Пушкинской улицы.
Улицу Руслана Салатова пересекает улица Декабристов.
Улица названа именем лейтенанта милиции, инспектора ДПС Руслана Маирбековича Салатова, погибшего при исполнении своих служебных обязанностей.
Улица образовалась в первой половине XX века и впервые была отмечена на Плане города Орджоникидзе от 1937 года как улица «1-я Новая». В 1943 году обозначена на плане города Орджоникидзе как «Улица Новая». 7 апреля 1992 года Владикавказский горсовет переименовал Новую улицу в «Улицу Руслана Салатова».
Салатов Руслан Маирбекович Родился 9 мая 1965 года в с. Чикола Ирафского района Северной Осетии. После окончания ПТУ работал на заводе «Гран», затем был призван в ряды Советской Армии. Служил во внутренних войсках МВД СССР. Проявлял мужество, отвагу и выдержку, выполняя специальные правительственные задания в Азербайджане и Узбекистане. В армии избирался комсоргом роты. Награжден знаком ЦК ВЛКСМ «Молодой гвардеец пятилетки». В 1986 году по рекомендации командования воинской части был принят на службу в органы внутренних дел милиционером- водителем ОВД Ленинского райисполкома г. Орджоникидзе. Имел ряд поощрений от руководства РОВД за успехи в охране общественного порядка. В 1990 году, успешно окончив Краснодарскую школу милиции, назначен старшим инспектором ДПС моторизованного взвода отдела ГАИ МВД. За безупречную службу имел 15 наград и поощрений. Награжден нагрудным знаком «Отличник милиции» и Почетной грамотой МВД Северной Осетии за проявленную оперативность и умелые действия в раскрытии преступлений по «горячим следам». Признавался лучшим по профессии в Госавтоинспекции. Его отличали большое трудолюбие, высокая ответственность за порученное дело, скромность, чуткое и внимательное отношение к людям.
Погиб при исполнении служебных обязанностей 19 апреля 1991 года от предательского выстрела в спину национал-экстремиста. Защищая людей, он отдал самое ценное - свою жизнь.
Указом Президиума Верховного Совета СССР за мужество, отвагу и самоотверженные действия, проявленные при исполнении служебного долга, награжден орденом Красной Звезды (посмертно).